# Ilhote de Vélez de la Gomera

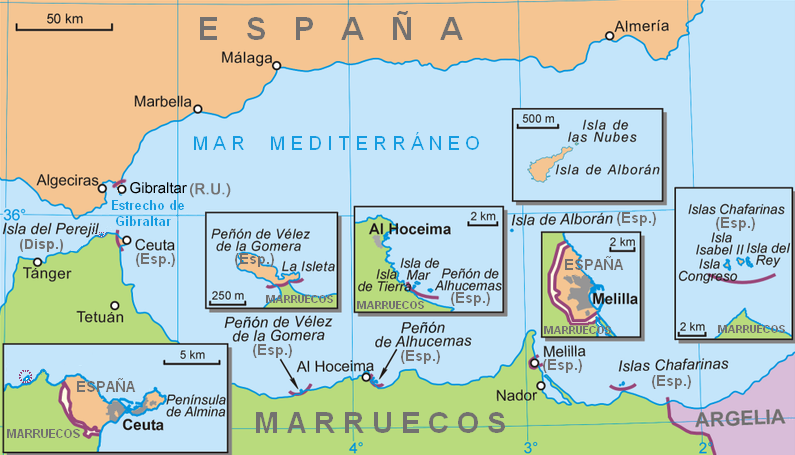
Mapa das possessões espanholas no norte de África

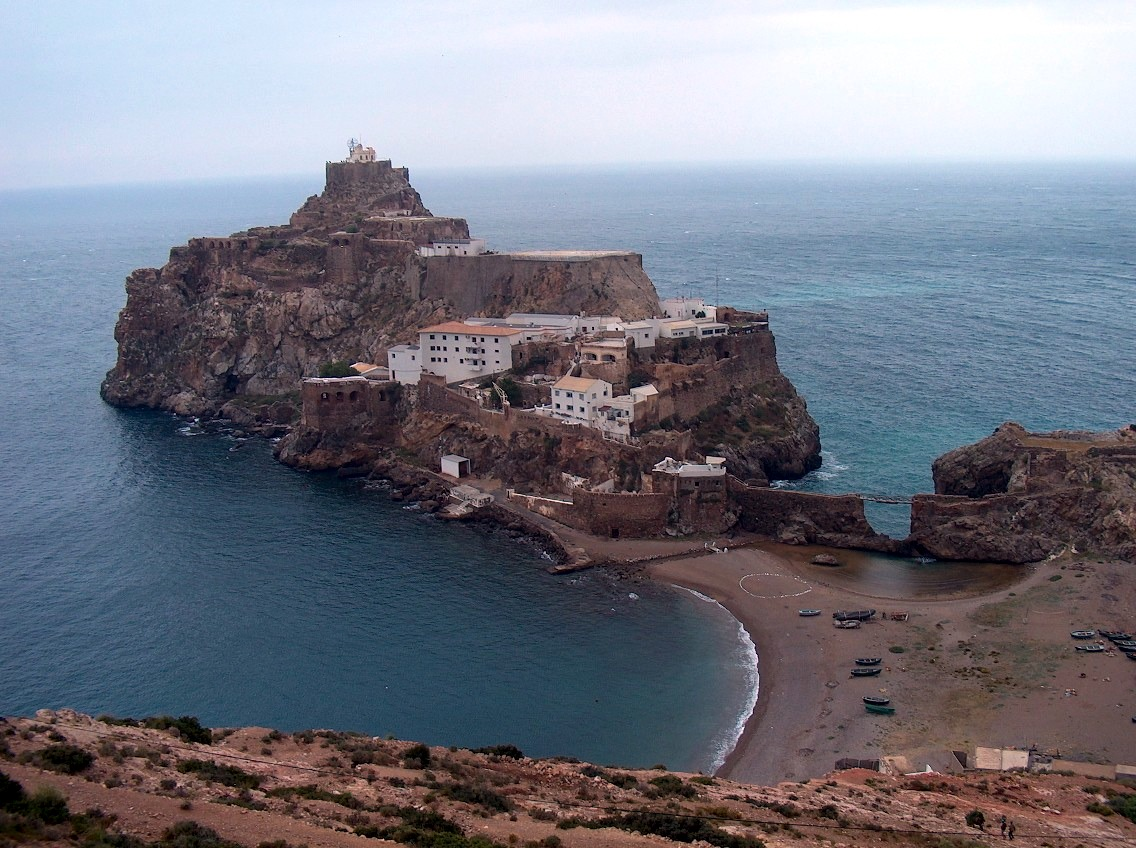
Vista de Velez de la Gomera

O Ilhote[carece de fontes?] ou Penedo de Vélez de la Gomera ou de Velez da Gomeira (em castelhano: Peñón de Vélez de la Gomera), também conhecido como Penedo de Badis ou simplesmente Badis ou Bades, é uma possessão espanhola, na costa norte de Marrocos, no mar Mediterrâneo a 119 quilômetros a sudeste de Ceuta, junto à parte ocidental do Parque Nacional de Al Hoceima.

## Geografia
O penedo até 1934 era considerado uma ilha, porém após uma tempestade foi depositada areia no canal que a separava do Marrocos, ligando-a a terra por essa estreita faixa de areia que possui 85 metros de comprimento, formando um tômbolo. Como a ilha é uma das possessões espanholas, pode considerar-se esta faixa de terra a menor fronteira terrestre do mundo.
Comprime-se no sentido noroeste-sudeste por cerca de 400 metros a uma largura que não ultrapassa os 100 metros, abrangendo o total de 19.000 metros quadrados (0,019 quilômetros quadrados).
O rochedo é dominado por duas montanhas da costa, Cautil e El Baba, entre elas corre o fluxo do rio Bades (Tómeda).

## História
Vélez, Bélez, Beles, Belis (dos antigos textos portugueses) Bades, ou Badis era uma cidade situada na costa em frente do ilhote na desembocadura do rio Bades.
A cidade chamou-se Bades, correspondente à cidade chamada  Parietina no Itinerário de Antonino. Depois é chamada Belis e Gomera. Este último nome vem do da tribo dos Gomaras (em árabe: ḡumāra, غمارة) do grupo dos  Masmudas que habitavam a região.
Na Idade Média a região é arborizada e fornece a madeira necessária à construção naval. Em 1162, o califa almóada Abde Almumine  dá ordem para fortificar as costas, e manda construir cem navios nos portos de Tânger, Ceuta, Badis e nos outros portos do Rife.
A 23 de julho de 1508, uma frota espanhola comandada por Pedro Navarro, venceu os "piratas" que defendiam a ilha. Em 1509 fez parte do Tratado de Sintra por ter sido tomada pelos portugueses e assim, nesse acordo, a devolviam aos espanhóis. Em 1522, Mulei Maomé, senhor do território, conseguiu tomar de volta o rochedo.
Em 1549, quando D. João III tencionava abandonar Arzila, o "rei de Beles", que era Alboácem Ali ibne Maomé, pediu que lhe fosse dada a fortaleza portuguesa, e afirmou que, em troca, se tornaria tributário do rei de Portugal. Depois de muita hesitação o rei não acedeu a esse pedido. Mais tarde, o mesmo "rei de Beles" deu  a ilha aos Otomanos que o ajudaram a recuperar o poder em Fez (por volta de Maio de 1554). Beles tornou-se então num centro de Corso que atacava as costas espanholas, até que, a 6 de setembro de 1564, Dom García de Toledo, o Marquês de Villafranca e vice-rei da Catalunha, por ordem de Filipe II de Espanha (futuro Filipe I de Portugal), recupera o território para a Espanha.
Hoje o rochedo tem o estatuto de plaza de soberanía (praça de soberania).